# Tošikazu Jamaniši
Tošikazu Jamaniši (japonsky 山西 利 和, Jamaniši Tošikazu, * 15. února 1996) je japonský atlet, sportovní chodec, dvojnásobný mistr světa v závodě na 20 km z let 2019 a 2022. Ze stejné distance má rovněž bronzovou medaili z LOH 2020.